# 本田消防署

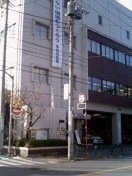
本田消防署、2005年

本田消防署（ほんでんしょうぼうしょ）は、東京都葛飾区東立石三丁目にある東京消防庁第七消防方面本部に所属する消防署。

## 概要
葛飾区の西部および南部を管轄地域とする。上平井出張所には特別消火中隊がある。特別救助隊が存在したが即応対処部隊の発隊に伴い、配置転換された。

## 所在地
- 東京都葛飾区東立石三丁目12番7号 [1]
- 最寄駅：京成電鉄押上線京成立石駅より徒歩10分

## 出張所
- 上平井出張所[2]

葛飾区東新小岩七丁目1-9
- 南綾瀬出張所[3]

葛飾区東堀切二丁目28-25
- 青戸出張所[4]

葛飾区青戸五丁目5-8
- 奥戸出張所[5]

葛飾区奥戸八丁目10-9

## 沿革
- 1932年10月1日
  - 葛飾消防署として葛飾区本田立石町630番地（現・立石1-8、交番付近）に既存の本田消防組の倉庫とその近くの民家を借用した待機所という形で開設
- 1933年10月28日
  - 新庁舎落成。本田川端町727番地（現・東立石3-12-7、現在地）。
- 1934年4月1日
  - 金町機関員派出所 増設。
- 1937年11月1日
  - 南綾瀬機関員派出所 増設。
- 1939年3月30日
  - 南綾瀬機関員派出所 庁舎新築落成。
- 1942年12月26日
  - 上平井派出所 増設。
- 1943年2月2日
  - 亀有派出所 増設。
- 1944年1月25日
  - 青戸、新宿（にいじゅく）派出所 増設。
- 1944年3月
  - 上平井派出所 庁舎竣工。
- 1945年
  - 2月19日の葛飾区役所付近の空襲などの、火災防御にあたる。
- 1946年8月16日
  - 青戸消防派出所庁舎新築落成。
- 1947年3月10日
  - 亀有出張所庁舎新築落成。
- 1947年8月1日
  - 亀有出張所が、亀有消防署に昇格し、分離独立する。
  - 葛飾消防署が、本田消防署に改称する。上平井、南綾瀬、青戸の各出張所を管轄。
- 1947年9月14日～9月20日
  - カスリーン台風の対応におわれる。
- 1956年9月6日
  - 本田小学校火災。
- 1957年6月1日 本田消防署庁舎改築。
- 1959年3月20日 青戸出張所庁舎を現在地に新築。
- 1965年4月1日 上平井出張所庁舎を改築（現庁舎）。
- 1967年5月10日 南綾瀬出張所庁舎を改築（小菅2-23-21）。
- 1971年5月1日 奥戸出張所新設(奥戸6-6-1)。
- 1973年6月1日 望楼の運用休止。
- 1977年9月19日 本田消防署庁舎改築のため葛飾区宝町一丁目2番8号に仮移転。
- 1979年5月28日 本田消防署新庁舎落成。
- 1979年6月1日 本田消防署新庁舎事務開始。
- 2017年10月17日 奥戸出張所新庁舎落成。現在地に移転。[7]

## 本署配備車両
- ポンプ車
- 化学車
- はしご車
- 照明電源車
- 救急車
- 指揮隊車

## 事務受持ち区域
- 本田消防署 [1]
  - 立石１丁目から８丁目
  - 東立石１丁目から４丁目
  - 四つ木１丁目から５丁目
  - 東四つ木１丁目から４丁目
  - 堀切１丁目から２丁目
  - 宝町１丁目から２丁目

- 上平井出張所 [2]
  - 新小岩１丁目から５丁目
  - 東新小岩１丁目から８丁目
  - 西新小岩１丁目から４丁目

- 南綾瀬出張所 [3]
  - 堀切３丁目から８丁目
  - 東堀切１丁目から３丁目
  - お花茶屋１丁目から３丁目
  - 小菅１丁目から４丁目
  - 西亀有１丁目から２丁目

- 青戸出張所 [4]
  - 青戸１丁目から８丁目
  - 高砂２丁目から５丁目
  - 白鳥１丁目から２丁目、４丁目

- 奥戸出張所 [5]
  - 奥戸１丁目から９丁目
  - 細田１丁目から５丁目
  - 鎌倉１丁目から４丁目
  - 高砂１丁目

## 出来事
- 2023年3月17日、後輩の尻を蹴るなどのパワハラ行為をしたとして、本田署の消防副士長が減給処分となった。2022年に訓練で後輩2人の尻を数十回ずつ蹴るなどの行為があった。